# Danh sách trường đại học, cao đẳng và trung cấp tại Nghệ An
Trường đại học, học viện và viện hàn lâm là các cơ sở giáo dục bậc cao đào tạo các bậc đại học và sau đại học, được đào tạo theo hướng mở nhằm khai phóng tiềm năng con người. Được chính phủ các nước chú trọng phát triển vì chất lượng đào tạo liên hệ mật thiết đến sự phát triển bền vững của một quốc gia. Thành tích trong đào tạo, nghiên cứu khoa học, danh giá với nhà tuyển dụng và thành tích cựu sinh viên tạo nên danh tiếng của một trường đại học.
Văn Miếu - Quốc Tử Giám là trường đại học đầu tiên của Việt Nam, dạy Nho giáo, thành lập năm 1076. Viện Đại học Đông Dương - Đại học Quốc gia Hà Nội ngày nay là đại học theo thiết chế hiện đại đầu tiên của Đông Nam Á, vị trí tại Hà Nội, Việt Nam.
Theo Quy hoạch mạng lưới các trường đại học của Chính phủ, các cơ sở giáo dục đại học tại Việt Nam gồm các Hệ thống đại học tập hợp nhiều trường đại học thành viên cùng với các trường đại học chuyên ngành, đa ngành và học viện, với trung tâm giáo dục cả nước là Hà Nội. Việt Nam không xét ưu tiên phát triển giáo dục dựa trên quy mô đào tạo hoặc yếu tố địa điểm vì vậy nhiều đại học chuyên ngành và đại học đa ngành quy mô nhỏ được tín nhiệm học thuật cao tại Việt Nam.
Đối với đại học công lập có hai cơ chế hoạt động chính đó là nhà nước kiểm soát và tự chủ, cả hai cơ chế đều được nhà nước cấp kinh phí hoạt động. Với cơ chế tự chủ các trường đại học sẽ được quyền quyết định về vấn đề nhân sự, chương trình đào tạo, hình thức dạy và học, hoạt động nghiên cứu khoa học và thu chi tài chính vì vậy nhà nước giảm chi ngân sách cho nhóm trường này. Thể theo báo cáo tổng kết 5 năm thực hiện Nghị quyết 29 Trung ương Đảng của Bộ Giáo dục và Đào tạo cho biết, ngân sách Nhà nước chi cho giáo dục luôn trên mức mức 20%. Tổng quyết toán chi ngân sách cho hệ thống giáo dục công lập cho năm gần nhất là 248 nghìn tỉ đồng.
Đối với đại học tư thục, từ năm 1988 Đảng và Nhà nước đã có chủ trương xã hội hóa giáo dục, cấp phép cho đại học tư thục được hoạt động. Đại học tư thục là một doanh nghiệp kinh doanh dịch vụ giáo dục được kiểm soát và quản lý bởi một cá nhân hoặc một tổ chức trong hoặc ngoài nước. Hội đồng quản trị của trường có quyền tự quyết về hoạt động kinh doanh của mình. Nhưng tự do kinh doanh trong giáo dục để lại kẽ hở, dựa trên kết quả đào tạo thực tiễn, kể từ ngày 17/04/2009 theo quyết định số 61/2009/QĐ-TTg của Thủ tướng Chính phủ Bộ Giáo dục và Đào tạo đã áp chế quy định ngừng cấp phép đào tạo nhóm ngành giáo dục, luật, chính trị, báo chí, công an, quân đội cho các trường đại học tư thục.
Học viện hay viện hàn lâm là mô hình giáo dục được phát triển từ đại học, ra đời sau này. So với đại học, học viện và viện hàn lâm đào tạo mang tính chất hàn lâm hơn, thiên hướng nghiên cứu. Viện hàn lâm là cơ sở giáo dục bậc cao cấp cao nhất, thành viên của viện hàn lâm thường bao gồm những cá nhân xuất chúng trong những lĩnh vực có liên quan, những người được các thành viên khác bầu chọn, hoặc được chính phủ bổ nhiệm, chỉ đào tạo bậc sau đại học. Giá trị văn bằng được cấp bởi đại học và học viện là tương đương nhau.
Theo quy định về thời gian đào tạo ở bậc đại học của Bộ Giáo dục và Đào tạo, thời gian đào tạo đã bao gồm thời gian thực tập là 04 năm, 05 năm, 07 năm tương ứng với văn bằng cử nhân, kỹ sư, bác sĩ. Thời gian đào tạo bậc cao học là 02 năm và tiến sĩ từ 03 đến 04 năm thể theo chuyên ngành đào tạo.

## Danh sách bậc đại học
| Tên chính thức | Chuyên ngành                  | Thời gian thành lập | Địa chỉ        | Loại hình | Đơn vị chủ quản |
| --- | ----------------------------- | ------------------- | -------------- | --------- | --- |
| Đại học Vinh - Đại học trọng điểm quốc gia Việt Nam                                                                       | đa ngành                      | 1959                | Thành phố Vinh | Công lập  | Bộ Giáo dục và Đào tạo |
| Trường Đại học Sư phạm Kỹ thuật Vinh- Đang trong quá trình phấn đấu trở thành Trường đại học trọng điểm quốc gia Việt Nam | kỹ thuật, kinh tế, sư phạm,.. | 1961                | Thành phố Vinh | Công lập  | Bộ Lao động, Thương binh và Xã hội. |
| Trường Đại học Y khoa Vinh                                                                                                | y học, dược học               | 1960                | Thành phố Vinh | Công lập  | Ủy ban Nhân dân tỉnh Nghệ An. |
| Trường Đại học Nghệ An | đa ngành                      | 2024                | Thành phố Vinh | Công lập  | Uỷ ban Nhân dân tỉnh Nghệ An (Trên cơ sở sáp nhập Trường Đại học Kinh tế Nghệ An, Trường Cao đẳng Văn hoá - Nghệ thuật Nghệ An, Trường Cao đẳng Sư phạm Nghệ An bắt đầu từ tháng 8/2024) |
| Trường Đại học Kinh tế Nghệ An                                                                                            | kinh tế                       | 1960                | Thành phố Vinh | Công lập  | Ủy ban Nhân dân tỉnh Nghệ An. (Sẽ sáp nhập hình thành Trường Đại học Nghệ An từ tháng 8 năm 2024).                                                                                       |
| Trường Đại học Công nghiệp Vinh                                                                                           | đa ngành kỹ thuật             | 2013                | Thành phố Vinh | Tư thục   | . |
| Trường Đại học Công nghệ Vạn Xuân                                                                                         | công nghệ                     | 2008                | Thành phố Vinh | Tư thục   | . |
| Trường Đại học Điện lực, Phân hiệu Nghệ An                                                                                | kỹ thuật điện                 | 2008                | Thành phố Vinh | Công lập  | . |

## Bậc cao đẳng và cao đẳng nghề
| Tên chính thức                                                       | Chuyên ngành        | Thời gian thành lập | Địa chỉ        | Loại hình | Đơn vị chủ quản                                                               |  |
| -------------------------------------------------------------------- | ------------------- | ------------------- | -------------- | --------- | ----------------------------------------------------------------------------- |  |
| Trường Cao đẳng Kỹ thuật Công nghiệp Việt Nam-Hàn Quốc               | công nghiệp         | ...                 | Thành phố Vinh | Công lập  | Ủy ban Nhân dân tỉnh Nghệ An                                                  |  |
| Trường Cao đẳng Du lịch và Thương mại Nghệ An                        | du lịch, thương mại | ...                 | Thành phố Vinh | Công lập  | Ủy ban Nhân dân tỉnh Nghệ An                                                  |  |
| Trường Cao đẳng Sư phạm Nghệ An                                      | sư phạm             | ...                 | Thành phố Vinh | Công lập  | Ủy ban Nhân dân tỉnh Nghệ An (Sẽ sáp nhập hình thành Trường Đại học Nghệ An)  |  |
| Trường Cao đẳng Văn hóa - Nghệ thuật Nghệ An                         | văn hóa, nghệ thuật | ...                 | Thành phố Vinh | Công lập  | Ủy ban Nhân dân tỉnh Nghệ An (Sẽ sáp nhập hình thành Trường Đại học Nghệ An). |  |
| Trường Cao đẳng Giao thông vận tải Miền Trung                        | giao thông, vận tải | ...                 | Thành phố Vinh | Công lập  | Bộ Giao thông vận tải                                                         |  |
| Trường Cao đẳng nghề Kỹ thuật Việt - Đức                             | dạy nghề            | ...                 | Thành phố Vinh | Công lập  | Ủy ban Nhân dân tỉnh Nghệ An                                                  |  |
| Trường Cao đẳng nghề Kinh tế - Kỹ thuật Vinatex (cơ sở Vinh)         | kinh tế, kỹ thuật   | ...                 | Thành phố Vinh | Công lập  |                                                                               |  |
| Trường Cao đẳng Kinh tế - Kỹ thuật số 1                              | kinh tế, kỹ thuật   | ...                 | Thành phố Vinh | Công lập  | Tổng liên đoàn Lao động Việt Nam                                              |  |
| Trường Cao đẳng Hoan Châu                                            | đa ngành            | ...                 | Thành phố Vinh | công lập  | Ủy ban Nhân dân tỉnh Nghệ An                                                  |  |
| Trường Cao đẳng nghề số 4 - Bộ Quốc phòng                            | Đa ngành nghề       | ...                 | Thành phố Vinh | công lập  | Bộ Quốc phòng Việt Nam                                                        |  |
| Trường Cao đẳng nghề công nghiệp LILAMA 2                            | đa ngành nghề       | ...                 | Thành phố Vinh | Công lập  | Tập đoàn LILAMA                                                               |  |
| Trường Cao đẳng Nghề Dầu khí (Phân hiệu tại TP Vinh)                 | dầu khí             | ...                 | Thành phố Vinh | Công lập  | Tập đoàn Dầu khí Việt Nam                                                     |  |
| Trường Cao đẳng Kinh tế Kĩ thuật Thái Nguyên (phân hiệu tại TP Vinh) | kinh tế, kỹ thuật   | ...                 | Thành phố Vinh | Công lập  |                                                                               |  |
| Trường Cao đẳng Bách Nghệ Hải Phòng (Phân hiệu tại TP Vinh)          | đa ngành nghề       | ...                 | Thành phố Vinh | Công lập  |                                                                               |  |
| Trường Cao đẳng công nghiệp Huế (cơ sở Vinh)                         | công nghiệp         | ...                 | Thành phố Vinh | Công lập  |                                                                               |  |

## Trường Trung cấp
- Trường Trung cấp Bách khoa Việt Anh
- Trường Trung cấp Kinh tế Việt - Úc
- Trường Trung cấp Kinh tế Kĩ thuật công nghiệp Vinh
- Trường Trung cấp Kĩ thuật Tin học Phương Đông
- Trường Trung cấp Kĩ thuật Xây dựng 6 (Bộ Xây dựng)
- Trường Trung cấp Tiểu thủ công nghiệp Vinh
- Trương Trung cấp Công nghệ Sara
- Trường Trung cấp dạy nghề Hồng Phúc
- Trường Truyền thông VTC